# Dexia subnuda
Dexia subnuda là một loài ruồi trong họ Tachinidae.